# 평안남도 (대한민국)
평안남도(平安南道)는 한반도의 북서부에 위치한 명목상 대한민국의 도(道)이다. 전 지역을 북한이 실효 지배하고 있으며 대한민국 행정안전부 소속의 이북5도위원회가 이 지역을 관할하고 있다. 한국 전쟁 당시에 일시적으로 대한민국이 수복한 적이 있었다.

## 지리
북쪽으로는 평안북도, 북동쪽과 동쪽으로는 함경남도, 남쪽과 남동쪽으로는 황해도와 접하고 있었으며, 서쪽과 남서쪽으로는 황해와 접하고 있었다.

## 인구
2008년 현재, 조선민주주의인민공화국의 행정 구역상에서의 평양직할시와 남포특별시를 포함한 평안남도의 인구 수는 총 730만 7084명이다.

## 행정 구역
- 평양시(平壤市, 도청 소재지)
- 진남포시(鎭南浦市)
- 대동군(大同郡)
- 순천군(順川郡)
- 맹산군(孟山郡)
- 양덕군(陽德郡)
- 성천군(成川郡)
- 강동군(江東郡)
- 중화군(中和郡)
- 용강군(龍岡郡)
- 강서군(江西郡)
- 평원군(平原郡)
- 안주군(安州郡)
- 개천군(价川郡)
- 덕천군(德川郡)
- 영원군(寧遠郡)

## 도지사
현직 도지사는 정경조이다.

## 같이 보기
- 평안남도
- 이북5도위원회